# Хелена Емилия фон Золмс-Барут
Хелена Емилия фон Золмс-Барут (на немски: Helena Emilia/Helene Emilie/Helene Aemilie zu Solms-Baruth; * 17 септември 1700 в Барут; † 21 февруари 1750 в Берлебург) е графиня от Золмс-Барут и чрез женитба графиня на Сайн-Витгенщайн-Берлебург в Лудвигсбург в Баден-Вюртемберг.
Тя е втората дъщеря на граф Йохан Кристиан I фон Золмс-Барут (1670 – 1726) и съпругата му графиня Хелена Констанция фон Донерсмарк (1677 – 1753), дъщеря на Елиас Андреас фон Донерсмарк, господар на Бойтен-Одерберг (* 1632) и Барбара Хелен фон Малтцан (1641 – 1726).
Хелена Емилия фон Золмс-Барут умира на 21 февруари 1750 г. на 49 години в Берлебург и е погребана там.

## Фамилия
Хелена Емилия фон Золмс-Барут се омъжва на 17 март 1722 г. в Барут за граф за граф Лудвиг Франц фон Сайн-Витгенщайн-Берлебург-Лудвигсбург фон Сайн-Витгенщайн-Берлебург в Лудвигсбург (* 13 декември 1694; † 24 февруари 1750), най-малкият син на граф Лудвиг Франц фон Сайн-Витгенщайн-Берлебург (1694 – 1750) и съпругата му графиня Хедвиг София фон Липе-Браке (1669 – 1738). Той умира три дена след нея в Берлебург на 55 години. Те имат 10 деца:

- Хелена София (* 19 януари 1723; † 30 януари 1724)
- Мария Флорентина (* 30 април 1724; † 12 ноември 1725)
- Кристиан Лудвиг Казимир (* 13 юли 1725, Берлебург; † 16 май 1797, Реда), граф на Сайн-Витгенщайн-Берлебург в Лудвигсбург, женен I. на 13 юли 1763 г. в Данциг за графиня Амалия Лудовика Финк фон Финкенщайн (1740 – 1771), II. на 14 февруари 1774 г. за принцеса Анна Петровна Долгоруки (1742 – 1789). Баща на руския генерал-фелдмаршал Пьотър Витгенщайн (1769 – 1843)
- Фридрих Карл фон Сайн-Витгенщайн (* 25 август 1726; † 4 април 1781), женен на 18 март 1765 г. за графиня София Фердинанда Хелена фон Сайн-Витгенщайн (1741 – 1774), вдовица на Фридрих Карл фон Сайн-Витгенщайн-Ноймаген (1703 – 1786), дъщеря на граф Карл Вилхелм фон Сайн-Витгенщайн-Берлебург-Карлсбург (1693 – 1749) и графиня Шарлота Луиза Хенкел-Донерсмарк (1709 – 1784)
- Хедвиг Луиза (* 8 май 1730; † 1 май 1802)
- Ернестина Елеонора (* 24 септември 1731, Берлебург; † 5 юни 1791, Франкфурт на Майн), омъжена на 9 април 1776 г. във Филипсайх, Драйайх за граф Кристиан Карл фон Изенбург-Бюдинген-Филипсайх (1732 – 1779), вдовец на сестра ѝ Констанца София
- Констанца София (* 11 април 1733/22 септември 1735, Берлебург; † 8/30 януари 1776, Филипсайх), омъжена на 13 юни 1762 г. във Филипсайх, Драйайх за граф Кристиан Карл фон Изенбург-Бюдинген-Филипсайх (1732 – 1779), син на генерал граф Вилхелм Мориц II фон Изенбург-Бюдинген-Филипсайх (1688 – 1772)
- Хенриета Емилия (* 5 юли 1734; † 23 септември 1778)
- Георг Ернст (* 22 септември 1735; † 2 септември 1792, убит в Париж), френски маршал, женен май 1775 г. за Каролина Жозефина де Кемпфер (1755 – сл. 1839)
- Хелена Шарлота София (* 8 декември 1739; † 3 ноември 1805), омъжена на 2 септември 1761 г. в Берлебург за граф Мориц Казимир II фон Бентхайм-Текленбург (1735 – 1805), син на граф Мориц Казимир I фон Бентхайм-Текленбург-Реда (1701 – 1768)